# Yakovlev Yak-18
Yakovlev Yak-18 (tiếng Nga: Як-18, chuyển âm tiếng Ba Lan: Jak-18, tên ký hiệu của NATO Max) là một máy bay huấn luyện quân sự 2 chỗ được sử dụng chủ yếu ở nhiều nước, nó được Liên Xô phát triển chế tạo. Nó được trang bị động cơ pít-tông công suất 160 hp Shvetsov M-11FR-1, nó bắt đầu được đưa vào sử dụng năm 1946.

## Thiết kế và phát triển

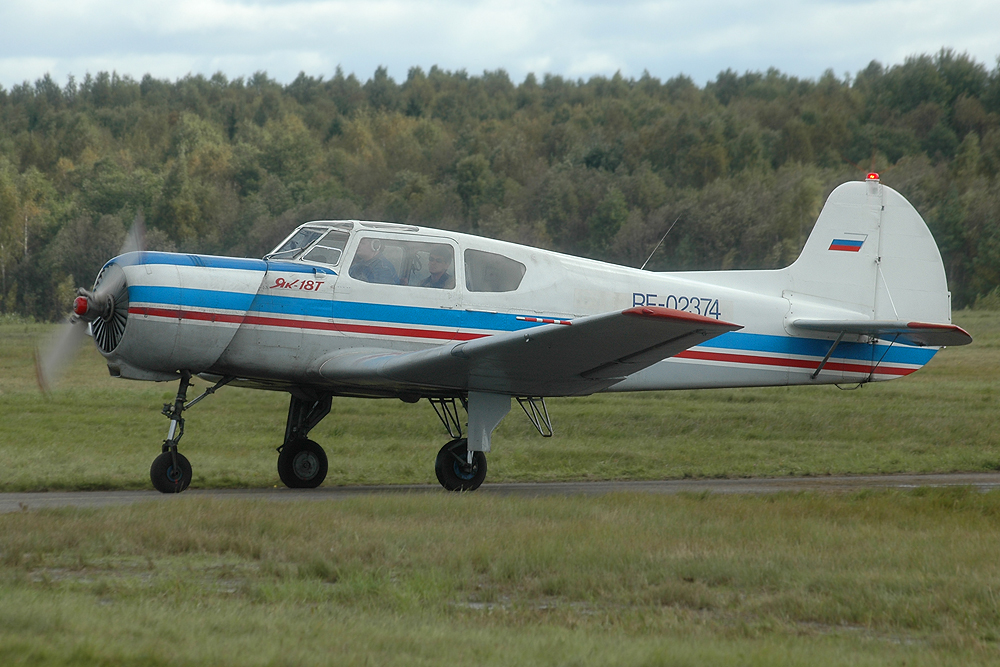
Yak-18T tại Borki airfield

Đây là một thiết kế thuộc thế hệ máy bay thiết kế thứ hai của Nga, và được sử dụng để huấn luyện cho phi công lái máy bay tiêm kích, Alexander S. Yakovlev luôn giữ một bộ phận để thiết máy bay hạng nhẹ. Vào tháng 5 1945, Yakovlev bắt đầu thiết kế máy bay huấn luyện 2 chỗ Yak-18. Ông thiết kế nó để thay thế cho Yakovlev UT-2 và Yak-5 đã phục vụ lâu trong Không quân Xô viết và DOSAAF (Lực lượng tình nguyện xã hội cộng tác với Quân đội, Không quân và Hải quân, là câu lạc bộ hàng không được tài trợ trên khắp Liên Xô). Máy bay mới đã bay thử vào năm sau đó, động cơ là một chiếc Shvetsov M-11 pít-tông 5 xylanh và có hệ thống bánh xe có thể co rút vào được. Thiết kế đã chứng tỏ được sự dễ dàng trong chế tạo và bảo dưỡng; và nó vẫn còn được tiếp tục sản xuất cho đến ngày nay, 55 năm sau, với 2 trong nhiều phiên bản của nó đó là Yak-18T bốn chỗ và Yak-54 hai chỗ
CJ 6a, được sản xuất ở Trung Quốc, thỉnh thoảng được trích dẫn như một phiên bản của Yak-18, nhưng nó là một máy bay hoàn toàn khác, nó chỉ sử dụng một số chi tiết của Yak-18.

## Lịch sử hoạt động
Yak-18 trở thành máy bay huấn luyện tiêu chuẩn cho các Trường không quân và DOSAAF, nó được sử dụng rỗng rãi ở Trung Quốc, và ở các quốc gia khác.

## Các phiên bản
Yak-18
Phiên bản sản xuất ban đầu.

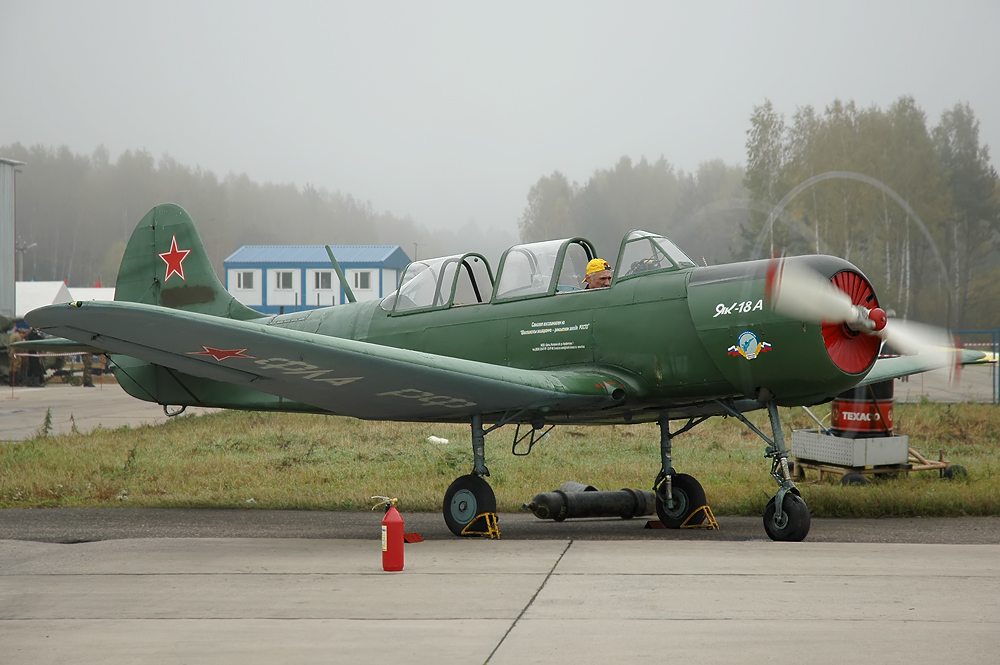
Yak-18A
Phiên bản thay đổi động cơ, nó trang bị động cơ loại 194-kW (260-hp) Ivchenko AI-14FR. Sản xuất với số lượng lớn.
Yak-18U
Phiên bản này được chế tạo với số lượng nhỏ, nhưng nó có bộ phận bánh xe có thể co rút vào được.
Yak-18P (tên hiệu NATO Mouse)
Máy bay nhào lộn 1 chỗ ngồi được sử dụng trong các câu lạc bộ hàng không. Dựa trên máy bay huấn luyện 2 chỗ Yak-18.
Yak-18PM
Máy bay nhào lộn.
Yak-18PS
Máy bay nhào lộn với bộ phận bánh xe có thể co rút vào được.
Yak-18T
Máy bay huấn luyện dành cho hãng hàng không Aeroflot. Trang bị động cơ Vedeneyev M14P, sức chứa 4 người kể cả phi công.
Nanchang CJ-5
Yak-18 được chế tạo ở Trung Quốc còn được gọi là CJ-5. Có thể được trang bị vũ khí nếu thực hiện nhiệm vụ tuần tra, ngoài ra còn làm máy bay theo dõi.
Nanchang BT-6
Nanchang Haiyan (Petrel)
Máy bay nông nghiệp dân dụng.
Nanchang Haiyan A
Mẫu thử nghiệm.
Nanchang Haiyan B
Nanchang Haiyan C

## Các quốc gia sử dụng
- Afghanistan
- Albania
- Algérie
- Bangladesh
- Bulgaria
- Campuchia
- Trung Quốc
- Tiệp Khắc
- Đông Đức
- Ai Cập
- Guinée
- Hungary
- Iraq
- Lào
- Mali
- Mông Cổ
- CHDCND Triều Tiên
- Ba Lan
- România
- Somalia
- Liên Xô
- Syria
- Turkmenistan
- Việt Nam
- Yemen
- Zambia

## Thông số kỹ thuật

### Đặc điểm riêng
- Phi đoàn: 2
- Chiều dài: 8.35 m (27 ft 5 in)
- Sải cánh: 10.60 m (34 ft 9 in)
- Chiều cao: 3.35 m (11 ft 0 in)
- Diện tích : 17.8 m² (191 ft²)
- Trọng lượng rỗng: 1.025 kg (2.255 lb)
- Trọng lượng cất cánh: n/a
- Trọng lượng cất cánh tối đa: 1.320 kg (2.904 lb)
- Động cơ: 1× Ivchenko AI-14RF, 224 kW (300 hp)

### Hiệu suất bay
- Vận tốc cực đại: 300 km/h (187 mph)
- Tầm bay: 700 km (436 miles)
- Trần bay: 5.060 m (16.596 ft)
- Vận tốc lên cao: n/a
- Lực nâng của cánh: n/a
- Lực đẩy/trọng lượng: n/a

## Nội dung liên quan

### Máy bay có cùng sự phát triển
- Nanchang CJ-6

### Máy bay có tính năng tương đương
- Zlin Trener
- LWD Junak
- De Havilland Chipmunk
- Percival Prentice

Bản mẫu:Aerobatics